# Philippe Forest
Philippe Forest (París, 18 de junio de 1962) es un escritor y ensayista francés.

## Biografía
Diplomado del Instituto de Estudios Políticos de París en 1983 y doctor en letras por la Universidad París IV en 1991, Philippe Forest es profesor durante siete años en universidades británicas : Heriot-Watt (Edimburgo), St John's College (Cambridge), St Andrews, Birkbeck College (universidad de Londres).
Desde 1995, es profesor de literatura en la Universidad de Nantes. Ha escrito varios ensayos sobre la literatura y la historia de las corrientes vanguardistas (Histoire de Tel Quel y sobre Philippe Sollers). También ha publicado siete novelas. Escribe en la revista Art Press y de forma ocasional en publicaciones como Le Monde des Livres, Le Magazine littéraire y la revista Transfuge. Desde 2011, es junto a Stéphane Audeguy, corredactor de La Nouvelle Revue française de la editorial Gallimard.
Philippe Forest es caballero de las Artes y de las Letras.

## Obra
Su escritura está marcada por el tema de la desaparición de su hija. Su hija, Pauline, falleció de un cáncer con cuatro años. Ese tema constituye la trama de sus primeras novelas, El niño eterno y Toute la Nuit, así como el ensayo escrito diez años después, Tous les enfants sauf un ("Todos los niños menos uno"). La experiencia del duelo es el punto de partida de su obra y es su tema fundamental. Lo explica en su libro Le Roman infanticide.
Laureado de la Villa Kujoyama, efectuó en 1999 un largo viaje por Japón con el propósito de romper con su pasado. En Sarinagara, evoca ese tema a través de la cultura de tres artistas japoneses, entre ellos Natsume Sōseki. Ha dedicado varios libros al arte y a la literatura de Japón, al escritor Kenzaburō Ōe y al fotógrafo Gregg Araki.
A pesar de que tomó sus distancias respecto a la autoficción (en Le Roman, le Réel et autres essais desarrolla, a partir del pensamiento de Georges Bataille, otra visión de la « Novela del Yo »), es generalmente considerado como uno de los principales representantes y teóricos de esa corriente (Philippe Gasparini le dedica un capítulo en su ensayo Autofiction, Une aventure du langage (Seuil, 2008).
Algunos de sus libros, novelas y ensayos, han sido traducidos en los países siguientes : Italia, España, Rumanía, Turquía, Rusia, Estados Unidos, Argentina, China, Japón y Corea.
Philippe Forest es miembro del jurado del premio literario André-Gide.

## Publicaciones
Novelas
- L'Enfant éternel (Prix Femina du premier roman), Gallimard, 1997 ; Folio, 1998. Traducido al español bajo el título El niño eterno, Editorial Del Estante.
- Toute la nuit, Prix Grinzane Cavour 2007, Gallimard, 1999
- Sarinagara (Prix Décembre), Gallimard, 2004 ; Folio, 2006. Traducido al español bajo el título Sarinagara, Sajalín Editores.
- Le Nouvel Amour, Gallimard, 2007
- Le siècle des nuages, (Grand Prix littéraire de l'Aéro-Club de France 2011, Grand Prix littéraire de l'Académie de Bretagne et des Pays de la Loire 2011) Gallimard, 2010
- Le Chat de Schrödinger, Gallimard, 2013
- Crue, Gallimard, 2016
- L'Oubli, Gallimard, 2018

Ensayos
- Philippe Sollers, Seuil, 1992
- Camus, Marabout, 1992
- Le Mouvement surréaliste, Vuibert, 1994
- Textes et labyrinthes : Joyce, Kafka, Muir, Borges, Butor, Robbe-Grillet, éd. Inter-universitaires, 1995
- Histoire de Tel Quel, Seuil, 1995
- Oé Kenzaburô, Pleins Feux, 2001
- Le Roman, le je, Pleins Feux, 2001
- Près des acacias, l'autisme, une énigme (avec des photos d'Olivier Menanteau), Actes Sud/ 3CA, 2002
- Raymond Hains, uns roman, Gallimard, 2004
- La Beauté du contresens et autres essais sur la littérature japonaise (Allaphbed 1), Cécile Defaut, 2005
- De Tel Quel à L'Infini, nouveaux essais (Allaphbed 2), Cécile Defaut, 2006
- Le Roman, le réel et autres essais (Allaphbed 3), Cécile Defaut, 2007
- Tous les enfants sauf un, Gallimard, 2007
- Haikus, etc. suivi de 43 secondes (Allaphbed 4), Cécile Defaut, 2008
- Araki enfin. L'homme qui ne vécut que pour aimer, Gallimard, 2008
- Le Roman infanticide. Essais sur la littérature et le deuil (Allaphbed 5), Cécile Defaut, 2010
- Beaucoup de jours, d'après Ulysse de James Joyce, Cécile Defaut, 2011
- Vertige d'Aragon (Allaphbed 6), Cécile Defaut, 2012
- Retour à Tokyo (Allaphbed 7), Cécile Defaut, 2014
- Aragon (Prix Goncourt de la biographie), Gallimard, 2015
- Une fatalité de bonheur, Grasset, 2016